# ネールウィンデンの戦い (1693年)
ネールウィンデンの戦い（英: Battle of Neerwinden）は、大同盟戦争における戦闘の1つで、1693年7月29日に現在のベルギー・フランデレン地域フラームス＝ブラバント州の都市ネールウィンデンでイングランド・オランダ同盟軍とフランス軍が衝突した。近くのランデンの名前を取りランデンの戦い（Battle of Landen）ともいわれる。

## 経過
スペイン領ネーデルラントはイングランド王兼オランダ総督ウィリアム3世とリュクサンブール公フランソワ・アンリ・ド・モンモランシーが対戦を繰り返していたが、フランス軍はネーデルラントを流れるサンブル川・マース川流域を徐々に平定、北のブリュッセルと東のリエージュを侵攻目標に定めた。一方のウィリアム3世は両方の中間に位置するルーヴァンに布陣してフランス軍の動きを抑えようとした。
しかし、リュクサンブール率いるフランス軍はリエージュ西方のユイを7月23日に落としリエージュに近付いたため、ウィリアム3世はリエージュに2万の兵を送り、自らも5万の軍で東へ進んでユイの北にあるランデンという町の近くに駐屯した。ランデン付近には小川が流れ、そこから西にも小ヘート川という小川が流れていて、ランデンの川と小ヘート川を挟んだ地形にラール・ネールウィンデンという村があった。同盟軍はこの一帯に布陣して右翼はラールとネールウィンデンの中間地帯、中央はネールウィンデンから小川の周辺、左翼はそこから北に進んだ小川左岸を陣地とした。28日に8万のフランス軍はユイから北上して同盟軍に接近、翌29日の夜明けに陣地への攻撃を開始した。
フランス軍はネールウィンデンの奪取を図り同盟軍右翼に攻撃したが、敵の砲撃で退却、ネールウィンデンを占領しても奪い返され、再度占領しても奪還され戦局は停滞した。しかし、シャルトル公フィリップ（後のオルレアン公フィリップ2世）が騎兵隊を率いて3度目の突撃を敢行、ブルボン公ルイ（後のコンデ公ルイ3世）、コンティ公フランソワ・ルイらが奮戦した結果ネールウィンデンはフランス軍が奪取、同盟軍右翼は崩れて中央もそれに巻き込まれ混乱、残った左翼も戦場から退却、戦いはフランス軍の勝利に終わった。同盟軍の被害は19000人、フランス軍は9000人だった。
フランス軍は勝利したとはいえ損害が大きくそれ以上の進軍を断念、同盟軍はかろうじてブリュッセルとリエージュの進出を防いだ。リュクサンブールはフランスへ戻りパリに凱旋、奪った敵の軍旗はノートルダム大聖堂に飾られ、タペストリーに例えられたことからリュクサンブールは「ノートルダムの壁張り」（タピシエ・ド・ノートルダム）と渾名された。しかし、以後リュクサンブールは戦果をそれほど挙げられず、10月にシャルルロワを落としただけで1693年の戦役を打ち切り、1694年はウィリアム3世と対峙しただけとなり、1695年にリュクサンブールが死去すると、ウィリアム3世が反撃に出てナミュールの包囲を開始することになる（第二次ナミュール包囲戦）。
この戦いには多くの死傷者が続出し、将軍の中にも戦死したり捕虜になった者が多い。フランス軍には以下の者が挙げられる。
- パトリック・サースフィールド - ジャコバイトの一員でウィリアマイト戦争に敗北した後、アイルランド兵を連れてフランス軍と合流していた。致命傷を負い、戦後ユイで死去。
- ベリック公ジェームズ・フィッツジェームズ - 元イングランド王ジェームズ2世の庶子。最初の攻撃失敗で捕虜となったが、捕虜交換で解放された。
- モンモランシー公シャルル・フレデリック・ド・モンモランシー - リュクサンブールの長男。父をかばい銃撃を受けたが軽傷で済んだ。

また、同盟軍にも戦死者・捕虜がいる。
- ゾルムス＝ブラウンフェルス伯ヘンドリック - オランダ軍の将軍。足に砲弾が直撃、そのまま亡くなった。
- オーモンド公ジェームズ・バトラー - イングランドの将軍。捕虜となり、ベリックとの捕虜交換で解放された。
- ゴールウェイ伯ヘンリー・デ・マシュー - イングランドの将軍。撤退を指揮した所を捕らえられたが、元はフランス人貴族であったことからどさくさに紛れて脱出した。ユグノーでもあり、フランスからイングランドへ亡命した境遇を同情したフランス兵士たちに見逃してもらったともされる[3]。